# Creeker

Creek-nationens flagga.

Creekfolket eller muskogéer är en indiannation, utvecklad ur en stamkonfederation. Creekfolket var en av De fem civiliserade nationerna. De övriga stammarna var Cherokee, Chickasawer, Choctaw och Seminoler. Muskogée är creekernas eget namn på sitt folk, namnet creek fick de av britterna då deras boplatser låg längs med åar, creeks. De kallas också Ochese Creek, efter floden där de först möttes av europeiska kolonister.
Creek består av ett antal muskogee-talande stammar som under 1700- och 1800-talet slöt sig samman i försvar mot de expansiva europeiska kolonisterna. Enligt nationalencyklopedin återstår cirka 20 000 creeker.År 1990 uppgav Creek Nations registreringskontor att det fanns cirka 30 000 creeker i USA, varav 16 000 bodde i Oklahoma.

## Historia
Creekfolket bodde ursprungligen främst i norra Alabama och Georgia. De första muskogéerna påträffades av nybyggarna under början av 1500-talet, de bodde då i sydöstra USA från Golfkusten till Ohio och Cumberland.  Idag lever kvarvarande urfolk som bönder och lantarbetare i Oklahoma, dit de tvångsförflyttades på 1830-talet till Oklahoma. .
Efter att Creeks hade allierat sig med engelsmännen mot spanjorerna under kolonialtiden gjorde de uppror 1813 efter inbördes stridigheter. De amerikanska styrkorna slog ner upproret och beslagtog senare Creeks landområde och invånarna The Creek var en av de fem civiliserade stammarna" och utgjorde det dominerande folket i Creek Confederacy. Språket tillhör språkfamiljen Muskogee inom algonkinspråken.
På 1700-talet uppskattas befolkningen till omkring 15 000. Under 1800-talet inkorporerade Creek nya medlemmar av flyktingar från närstående folk som Appalacher och Alabamer, och så småningom också från andra stammar, inklusive Shawnee och Natchez och dessutom ett antal förrymda slavar.